# Marieta de 22 punts
La marieta de 22 punts (Psyllobora vigintiduopunctata, sovint abreujat com Psyllobora 22-punctata), és un coleòpter dins la família Coccinellidae comú a Europa incloent els Països Catalans.

## Descripció
Tant les larves com els adults assoleixen una mida de 5 mm les femelles i 3 mm els mascles. El cap és groc amb el vèrtex negre, i el clipi amb dues taques en el mascle i una taca prolongada cap al labre en la femella. El pronot té cinc taques negres sobre un fons groc i l'escutel negre. Els èlitres són grocs amb onze taques negres menudes, rarament fusionades, en cadascun.

## Reproducció i alimentació
Ponen fins a 400 ous en total, en postes de 15-20 unitats baix aquelles fulles atacades per fongs. Dels ous ixen larves molt actives que s'alimenten de pugons. Uns dies després es converteixen en pupes, de les quals sorgirà una marieta adulta passats 5-10 dies. L'imago, que pot passar l'hivern refugiat entre roques o l'escorça dels arbres, romandrà en un estat de diapausa fins l'arribada de la primavera.
En lloc de menjar àfids, com fan la majoria de les marietes, la marieta de 22 punts menja fongs fitopatògens (principalment, pertanyents als gènere Podosphaera, causants de la cendrosa), especialment de les apiàcies i dels arbusts de creixement lent.

## Úsos en agricultura
L'existència en l'hort de certs arbustos, com ara el marfull, arborcer, i en menor mesura sàlvia, augmenten la presència d'aquesta marieta. Segurament això es deu a què li agrada pondre els ous a les fulles d'aquestes plantes. Pot ser un controlador d'aquests fongs als nostres horts, cultius de vinya, de creïlles i tomata entre altres solanàcies. És per tant, degut als seus hàbits alimentaris, un bioindicador fúngic.

## Galeria

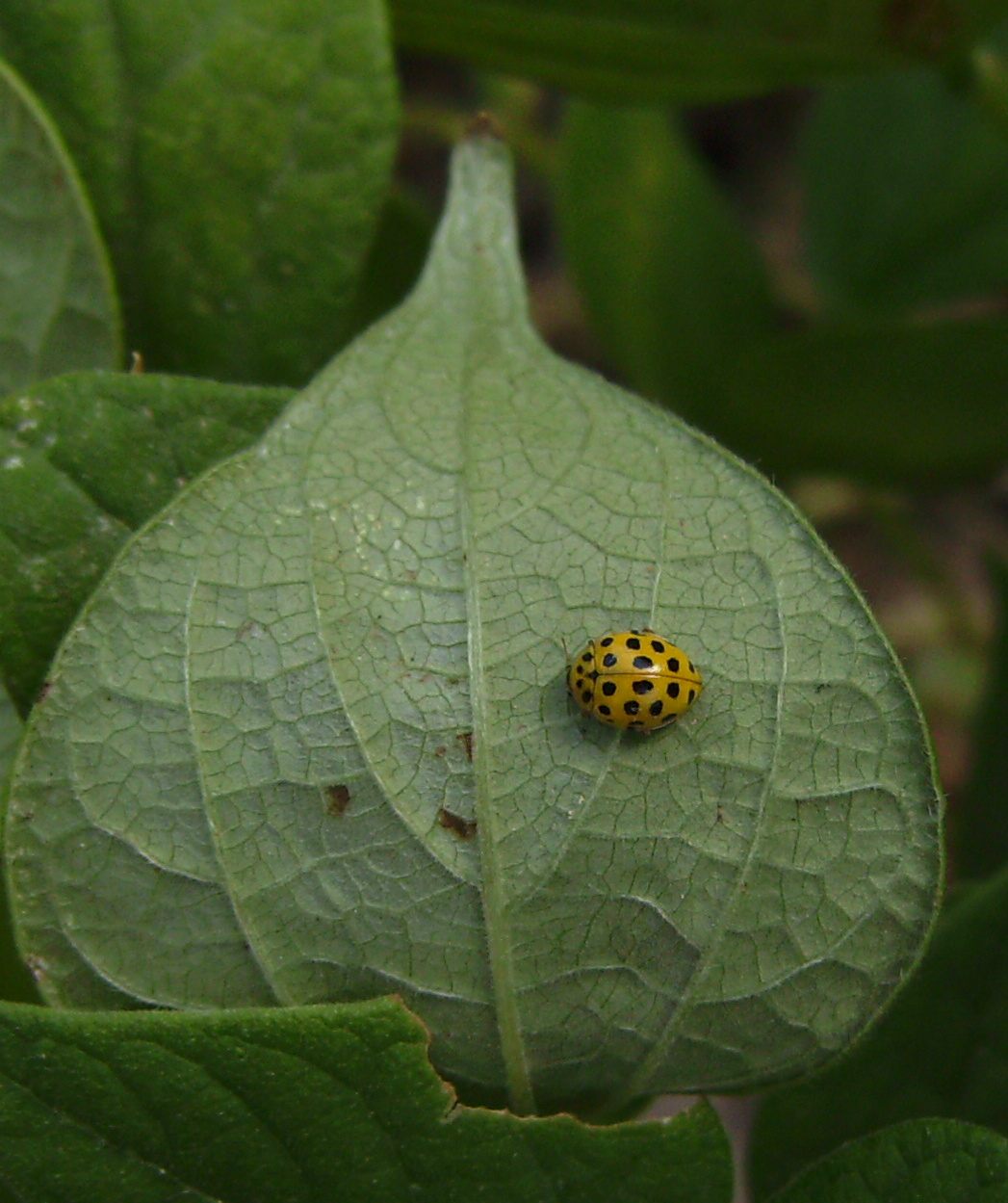
Marieta de 22 punts sobre una fulla de fesolera a la Castelltallat
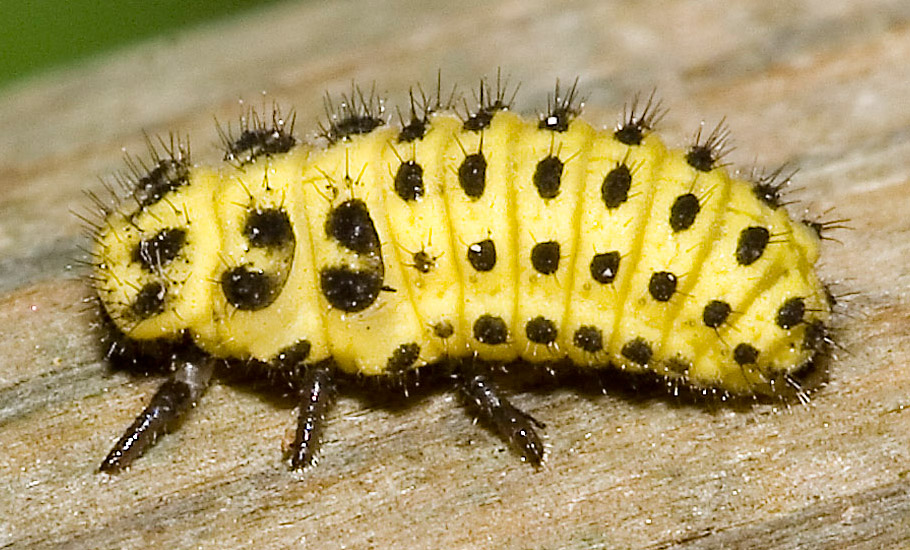
Larva
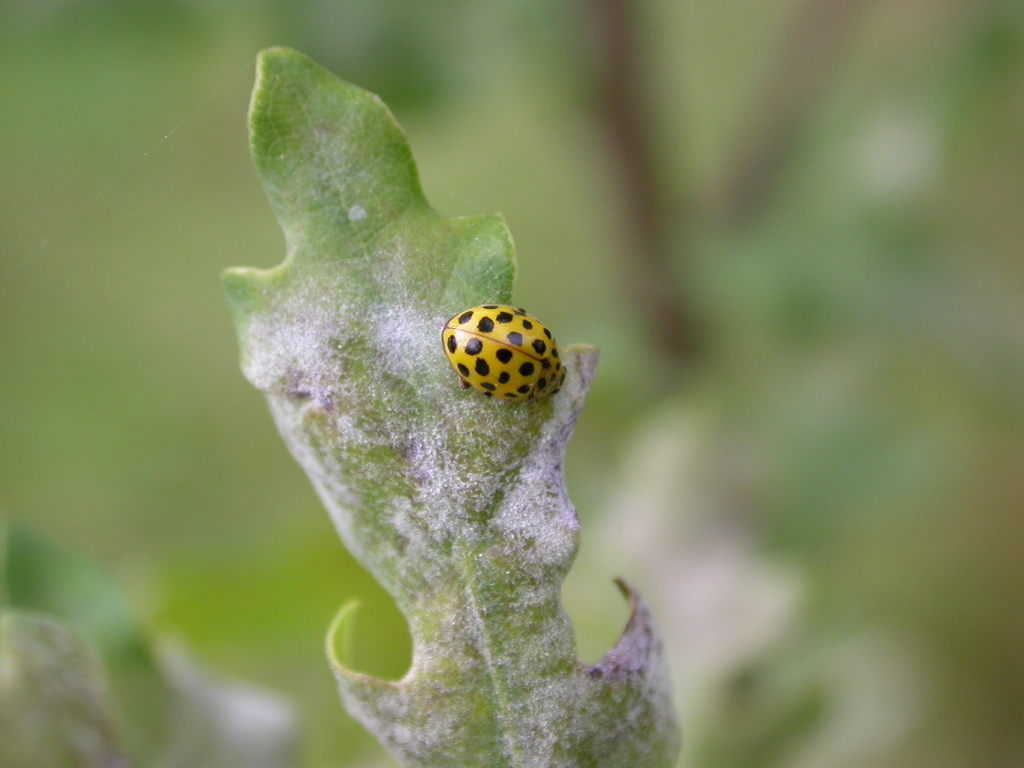
Adult alimentant-se de cendrosa
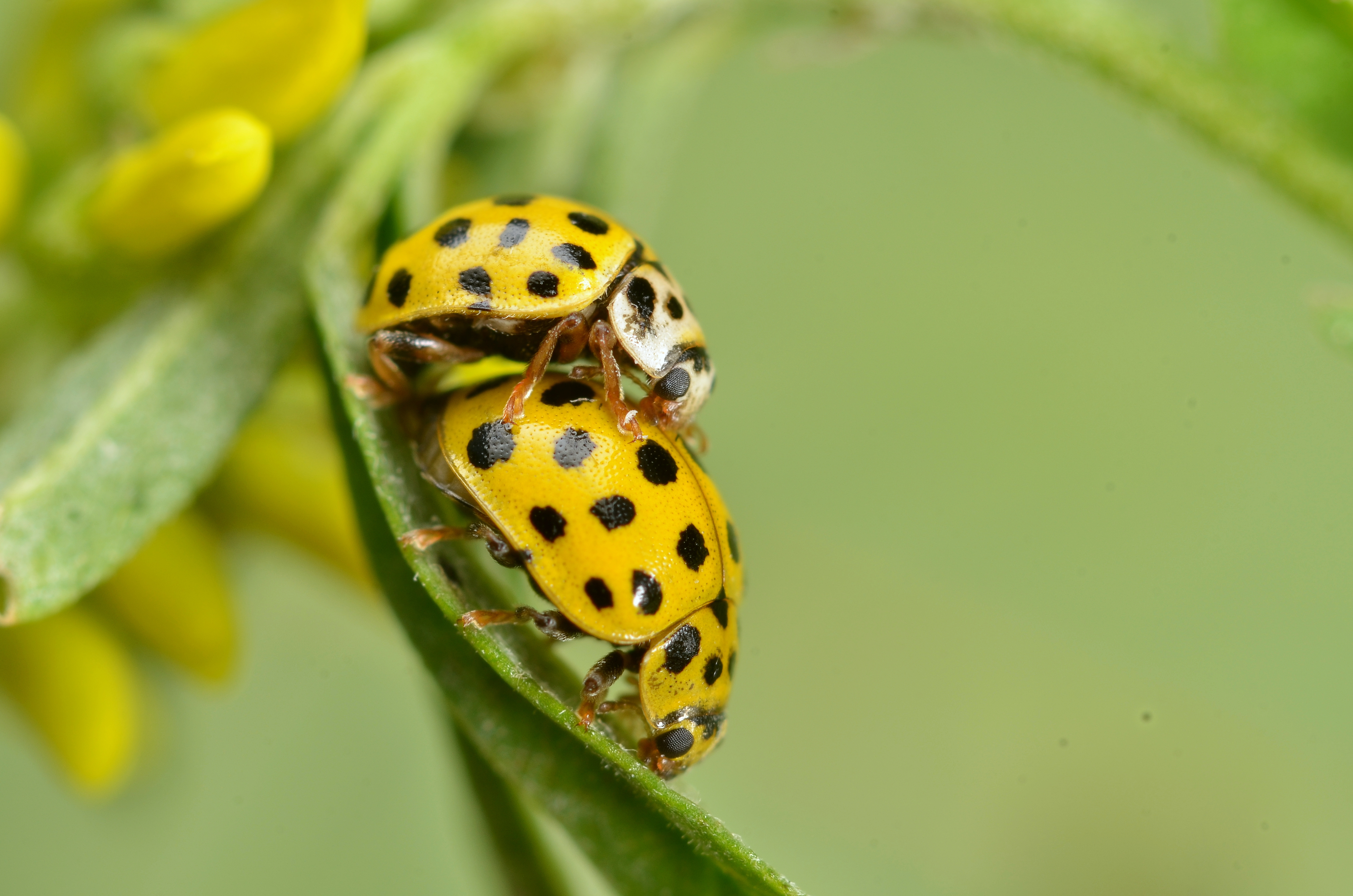
Còpula
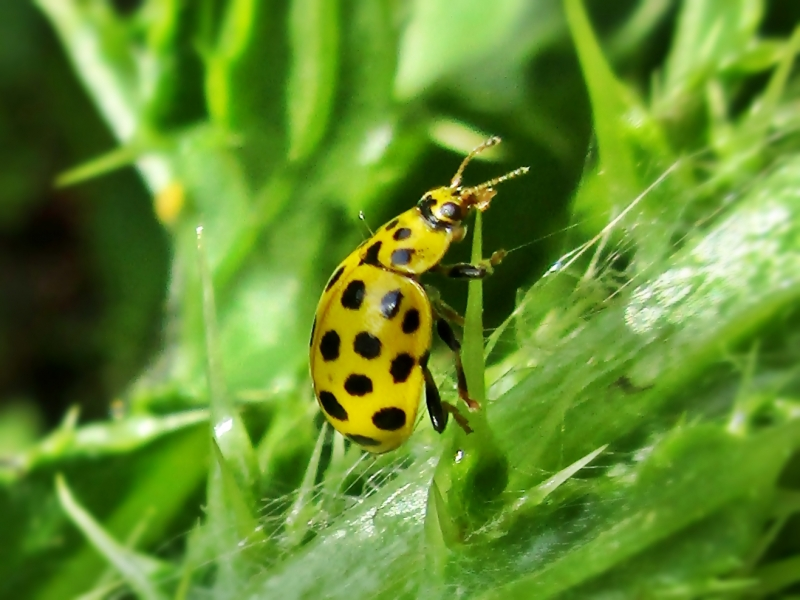
Perfil d'un adult
- Vídeo

## En la cultura popular
El seu nom en finès, 22-pistepirkko, és l'origen de la banda musical 22-Pistepirkko.